# Katedra Najświętszej Maryi Panny w Jełgawie
Katedra Najświętszej Maryi Panny (łot. Bezvainīgās Jaunavas Marijas katedrāle) – neogotycka świątynia rzymskokatolicka w Jełgawie, wybudowana w latach 1904–1906, konsekrowana w 1925. Mieści się przy ulicy Katoļu ielā. Od 1996 katedra diecezji jełgawskiej.